# Stębark
Stębark (németül Tannenberg, azaz „Fenyves hegy”) falu Észak-Lengyelországban, a Varmia-mazúriai vajdaságban, Ostróda járásban, Grunwald községben. 530 lakosa van.

## Történelem
1410. július 15-én a falutól nem messze zajlott a grünwaldi csata vagy más néven első tannenbergi csata, amelynek során Lengyelország és Litvánia egyesült erővel aratott győzelmet a Német Lovagrend hadai fölött. A győzelem következtében a németek ereje megtört, és ez véget vetett terjeszkedésüknek.
1914-ben, az első világháború alatt szintén a falu mellett vívták a második tannenbergi csatát, amelynek során Paul von Hindenburg vezetésével Németország fontos győzelmet aratott az Orosz Birodalom felett.